# 長豊県
長豊県（ちょうほう-けん）は、中華人民共和国安徽省合肥市に位置する県。

## 行政区画
- 鎮:水湖鎮、荘墓鎮、楊廟鎮、呉山鎮、崗集鎮、双墩鎮、下塘鎮、朱巷鎮、陶楼鎮、杜集鎮、左店鎮、義井鎮
- 郷:羅塘郷、造甲郷